# Болеславово (Мазовецьке воєводство)
Болеславово (пол. Bolesławowo) — село в Польщі, у гміні Сероцьк Леґьоновського повіту Мазовецького воєводства.
Населення — 93 особи (2011).
У 1975-1998 роках село належало до Варшавського воєводства.

## Демографія
Демографічна структура станом на 31 березня 2011 року:
|          | Загалом | Допрацездатний вік | Працездатний вік | Постпрацездатний вік |
| -------- | ------- | ------------------ | ---------------- | -------------------- |
| Чоловіки | 47      | 10                 | 29               | 8                    |
| Жінки    | 46      | 9                  | 27               | 10                   |
| Разом    | 93      | 19                 | 56               | 18                   |